# Michel Hénon
Michel Hénon, francoski astronom in matematik, * 23. julij 1931, Pariz, Francija, † 7. april 2013, Nica.

## Življenje in delo
Hénon je delal na Observatoriju v Nici in Astrofizikalnem inštitutu v Parizu. Rad je imel drobne, stvarne probleme, ki jih je mogoče prilepiti fizikalnim dogodkom – »ne pa kot ta današnja matematika,« je rekel. Ko so računalniki postali dovolj majhni za osebno rabo, si je Hénon kupil svojega po delih, ga sestavil in se doma igral z njim. Že davno pred tem pa se je spopadel s posebno zapletenim problemom dinamike. Šlo je za krogelne zvezdne kopice – nagnetene gruče do milijon zvezd, najstarejša in morda tudi najbolj zanimiva telesa na nočnem nebu. V njih so zvezde neverjetno gosto naseljene. Astronomi so se skoraj vse 20. stoletje spraševali, kako zvezde ostanejo skupaj in kako se zvezdne kopice razvijajo s časom. Gledano dinamično je krogelna kopica obsežen problem več teles. Problem dveh teles je preprost, če se ga reši z Newtonovim splošnim gravitacijskim zakonom. Obe telesi, na primer Zemlja in Luna, potujeta po popolni elipsi okrog skupnega težišča. Če pa se doda še eno samo gravitacijsko telo, se vse spremeni. Problem treh teles je težak, več kot težak. Kot je odkril Poincaré, v splošnem ni rešljiv. Tire je mogoče nekaj časa številsko izračunavati in z zmogljivimi računalniki se jim lahko sledi precej dolgo, preden prevladajo negotovosti. Enačb pa se ne da rešiti analitično, kar pomeni, da na dolgoročna vprašanja o treh telesih ni mogoče odgovoriti. Je Osončje stabilno? Kratkoročno je vsekakor videti tako, vendar niti danes nihče zagotovo ne more trditi, da se tiri nekaterih planetov ne bodo vse bolj raztegovali, dokler ne bodo planeti za vedno zapustili Osončja. Zvezdna krogelna kopica je preveč zapleten sistem, da bi se jo obravnavalo neposredno kot problem več teles, vendar je mogoče ob določenih privzetkih le raziskovati njeno dinamiko. Razumno je na primer, predstavljati si posamezne zvezde, kako si utirajo pot po povprečnem gravitacijskem polju z določenim gravitacijskim središčem. Vsake toliko časa pa se zvezdi toliko približata druga drugi, da je potrebno njun medsebojni vpliv obravnavati posebej. Astronomi so ugotovili, da v splošnem ni nujno, da so krogelne kopice stabilne. Radi se tvorijo dvojni zvezdni sistemi z zvezdama v tesnih tirih, ko pa se paru približa tretja zvezda, je verjetno, da bo ena od trojice doživela močan sunek. Vsake toliko časa dobi zvezda tako dovolj energije, da doseže ubežno hitrost in za vedno zapusti kopico. Preostala kopica se nekoliko posede. Ko se je Hénon lotil tega problema v svoji doktorski disertaciji v Parizu leta 1960, je začel z dokaj samovoljno predpostavko: ko se kopici spremeni velikost, ostaja podobna sama sebi. Z izračuni je prišel do presenetljivega rezultata. Jedro kopice se poseda, pridobiva kinetično energijo in poskuša doseči neskončno gostoto. To si je bilo težko predstavljati, poleg tega pa iz dotedanjih opazovanj kopic za to ni bilo nobenega dokaza. Počasi pa se je Hénonova teorija, ki so jo kasneje imenovali gravotermično sesutje (kolaps), uveljavila. Hénon se je potem lotil veliko lažjega problema zvezdne dinamike. Leta 1962 je bil na obisku na Univerzi Princeton in je imel prvič v življenju dostop do računalnikov. V istem času je Lorenz na MIT začel uporabljati računalnike v meteorologiji. Hénon je začel raziskovati tire zvezd okrog galaktičnega središča. Galaktične tire je mogoče v glavnem obravnavati enako kakor tire planetov okrog Sonca, z eno pomembno razliko: gravitacijska privlačnost ne izhaja iz točke, ampak iz obroča (koluta) s končnimi merami v treh razsežnostih. Pri diferencialnih enačbah je naredil kompromis. »Da bi imeli več svobode poskušanja,« je dejal, »za hip pozabimo na astronomsko ozadje problema.« Čeprav tega tedaj ni rekel, je s »svobodo poskušanja« delno mislil na možnost, da se s problemom poigra na preprostem računalniku. Njegov stroj je imel manj kakor tisočino pomnilnika enega samega čipa osebnega računalnika 25 let kaseneje. Bil je tudi počasen. Vendar je podobno kakor kasnejši raziskovalci kaosa tudi Hénon odkril, da se prevelika poenostavitev izplača. S tem da je vzel le bistvo sistema, je odkril značilnosti, ki veljajo še za druge, tudi pomembnejše sisteme. Leta kasneje so bili galaktični tiri še vedno teoretična igra, dinamiko takih sistemov pa so z velikimi sredstvi vneto raziskovali tisti, ki so jih zanimali tiri delcev v visokoenergijskih pospeševalnikih, ter tisti, ki jih je zanimalo zadrževanje plazme v magnetnem polju pri zlivanju jeder. Tiri zvezd v galaksijah niso popolne elipse, ampak se v časovnem merilu približno 200 milijonov let zarišejo v trirazsežnem prostoru. Trirazsežne tire si je enako težko predstavljati, če so resnični, kakor če so imaginarne konstrukcije v faznem prostoru. Zato je Hénon uporabil postopek, podoben Poincaréjevim preslikavam. Predstavljal si je pokončno ploščo na eni strani galaksije, skozi katero švigajo zvezde, kot švignejo dirkalni konji prek finiša. Označil je točko, kjer je tir predrl ploskev, in sledil gibanju točke od obhoda do obhoda. Hénon je moral risati točke ročno. Sčasoma pa so lahko znanstveniki s tem postopkom na računalniškem zaslonu opazovali točke, ki so se ena za drugo prižigale kakor oddaljene ulične svetilke. Tir se na primer začne s točko nekje v levem spodnjem delu zaslona. V naslednjem obhodu se pojavi nekaj cm na desno, naslednja še bolj na desno pa malo navzgor, in tako naprej. Sprva ni videti vzorca, po desetih ali dvajsetih točkah pa se začne kazati jajčasta krivulja. Nadaljnje točke ponovno obkrožijo krivuljo, ker pa se ne vrnejo na ista mesta, je po več sto tisoč točkah krivulja izrisana nepretrgano. Tiri niso popolnoma pravilni, saj se nikoli natančno ne ponovijo, vsekakor pa so napovedljivi in nikakor niso kaotični. Točke se nikoli ne pojavijo na notranji ali na zunanji strani krivulje. Če se pogleda nazaj v tri razsežnosti, tiri opisujejo svitek, Hénonova preslikava je le prerez svitka. Hénon je prikazal to, kar so vsi njegovi predhodniki sprejeli kot dejstvo. Tiri so periodični.
V Observatoriju v Københavnu je od leta 1910 do 1930 cel rod astronomov skrbno opazoval in računal na stotine takih tirov. Vendar so jih zanimali le tisti, ki so se izkazali za periodične. »Tudi jaz sem bil prepričan, tako kakor so bili takrat vsi, da morajo biti vsi tiri pravilni,« je pripovedoval Hénon. Toda s svojim podiplomskim študentom Heilesom je še naprej upodabljal različne tire ob stalnem zviševanju energije abstraktnega sistema. Kmalu sta odkrila nekaj povsem novega. Najprej se je jajčasta krivulja zvila v bolj zamotano obliko. Prekrižala je samo sebe v obliki osmic in se razdelila na ločene zanke. Še vedno pa je vsak tir ležal na kaki zanki. Potem je pri še višjih energijah prišlo do nove, precej nenadne spremembe. »Tu pa pride do presenečenja,« sta zapisala Hénon in Heiles. Nekateri tiri postanejo tako nestabilni, da so točke neurejeno razmetane po papirju. Ponekod je bilo še vedno mogoče narisati krivuljo, drugje pa točkam ni ustrezala nobena krivulja. Slika je postala prav dramatična: popoln nered je bil pomešan z jasnimi ostanki reda. Kazala se je slika, ki je astronoma spominjala na »otoke« in na »verige otokov«. Uporabila sta dva različna računalnika in dva različna računska postopka, vendar vedno z enakimi rezultati. Lahko sta le raziskovala in ugibala. Na osnovi svojega številskega preskuševanja sta napravila sklep. Menila sta, da se bo pri večji povečavi pokazalo pri vse manjših merilih še več otokov, morda vse tja do neskončnosti. Potrebovala sta matematični dokaz, »vendar je bil matematični pristop videti vse prej kot preprost.«
Hénon se je lotil drugih vprašanj, ko pa je 14 let kasneje slišal za čudne atraktorje Ruella in Lorenza, je napel ušesa. Leta 1976 je delal v Nici, na observatoriju blizu morja, in je poslušal predavanje gostujočega fizika o Lorenzovem atraktorju. Ta fizik je poskušal z različnimi postopki osvetliti drobno »mikrostrukturo« atraktorja, a le z majhnim uspehom. Hénon pa je prišel na novo zamisel, čeprav disipativni sistemi niso bili njegovo področje (včasih se astronomi bojijo disipativnih sistemov – tako so neurejeni). Spet je zavrgel vse sledi fizikalne narave sistema in se osredotočil le na geometrijsko bistvo, ki ga je hotel raziskati. Medtem ko so se Lorenz in drugi držali diferencialnih enačb, tokov z zveznimi spremembami v prostoru in času, je Hénon uporabil diferenčne enačbe, ki so diskretne v času. Menil je, da je ključ v ponavljanju raztezanja in pregibanja faznega prostora, podobno kot pri izdelovanju sladic. Slaščičar testo razvalja, ga prepogne, ga spet razvalja, spet prepogne in tako naredi strukturo, ki ščasoma postane skladovnica tankih plasti. Podobno delajo izdelovalci izredno tankih lističev zlata na star ročen način. Hénon je na kos papirja narisal oval. S kratko enačbo je vsako točko ovala predstavil v novo točko krivulje, ki je bila v sredini potegnena navzgor in je tvorila nekakšen lok. To je bila preslikava, in točko za točko je ves oval preslikal na lok. Potem je izbral drugo preslikavo; to pot krčenje, ki je stisnilo lok navznoter in ga zožilo. Potem pa še tretjo preslikavo, ki je ozki lok zasukala na stran, da se je prekrival s prvotnim ovalom. Vse tri preslikave je za računanje združil v eno samo funkcijo. V osnovi je sledil Smaleovi zamisli o podkvici. Številsko je ves postopek tako preprost, da ga je mogoče izvesti na kalkulatorju. Vsaka točka ima koordinati x in y, ki določata njeno vodoravno in navpično lego. Novi x se dobi tako, da se staremu y prišteje 1 in odšteje 1,4 krat stari x na kvadrat. Novi y se dobi tako, da se stari x pomnoži z 0,3. Torej: {\displaystyle x_{\hbox{novi}}=1+y+1,4x^{2}} in {\displaystyle y_{\hbox{novi}}=0,3x}, ali v splošnem:
{\displaystyle x_{n+1}=1+y_{n}-ax_{n}^{2}\;,\;{\hbox{in}}\!\,}
{\displaystyle y_{n+1}=bx_{n}\!\,.}
Hénon si je izbral začetno točko bolj ali manj slučajno, vzel kalkulator in začel eno za drugo risati točke, dokler jih ni narisal več tisoč. Potem je uporabil pravi računalnik, IBM 7040, in jih hitro narisal pet milijonov. Z osebnim računalnikom in grafičnim prikazom se lahko danes brez težav to ponovi. Sprva točke navidez neurejeno skačejo po zaslonu. Videti je kakor Poincaréjev prerez trirazsežnega atraktorja, ki se blodno vije sem in tja. Hitro pa se začne kazati obris, ukrivljen kakor banana. Čim dlje teče program, tem več podrobnosti se pokaže. Deli krivulje kažejo neko debelino, a se potem izostrijo v dve ločeni črti, ti pa v štiri, od katerih je en par blizu skupaj, drugi pa bolj narazen. Pri večji povečavi se izkaže, da je tudi vsaka od štirih črt sestavljena iz dveh črt, in tako naprej, ad infinitum. Tudi Hénonov atraktor, kakor Lorenzev, kaže neskončno pomanjšavo, podobno brezkončnemu zaporedju ruskih babušk, vstavljenih ena v drugo. Niz slik pri vedno večji povečavi razkriva vgnezdeno zaporedje, torej črte v črtah. Skrivnostnost čudnega atraktorja pa je mogoče občutiti tudi ob razvoju s časom, ko se pojavlja točka za točko. Prikaže se kakor duh iz megle. Nove točke se pojavljajo neurejeno prek zaslona in zdi se neverjetno, da sploh obstaja kakšna struktura, kaj šele tako zapletena in natančna. Zaporedni točki se pojavita poljubno daleč vsaksebi, kakor velja za točki, ki sta v turbulentnem toku sprva blizu skupaj. Ne glede na število točk je mogoče napovedati, kjer se bo prikazala naslednja, razen tega, seveda, da bo to nekje na atraktorju. Ko se točke pojavljajo tako neurejeno in obris tako megleno, se mimogrede pozabi, da gre za atraktor. Ne gre le za neki tir dinamičnega sistema. Gre za tir, proti kateremu se stekajo vsi tiri. Zato izbira začetnih pogojev ni pomembna. Če leži začetna točka nekje v bližini atraktorja, se mu naslednje točke hitro približajo.